# Hadítha
Hadítha (arabsky حديثة) je město v provincii Anbár na jihozápadě Iráku s asi 46 500 obyvateli (2018), převážně sunnitských muslimských Arabů. Je to zemědělské město ležící na řece Eufrat, 240 kilometrů na severozápad od Bagdádu. Město leží poblíž Buhayrat al Qadisiyyah, umělého jezera, které bylo vytvořeno stavbou přehrady Haditha s elektrárnou se šesti Kaplanovými turbínami o instalovaném výkonu 660 MW.
Město Hadítha a přehrada byly dobyty americkou armádou v dubnu 2003 jako součást invaze do Iráku. Od té doby je považována za centrum iráckého odporu.
V listopadu 2005 podle informací amerického časopisu Time z března 2006 chladnokrevně zavraždili vojáci americké námořní pěchoty 24 obyvatel. Čin se potom podle časopisu snažili zakrýt, Pentagon nabídl rodinným příslušníkům až 2 500 dolarů odškodného. Americký prezident George W. Bush přislíbil vyjasnění a prohlásil, že jde vedle mučení ve věznici Abú Ghrajb o další „vážnou chybu“.